# Bagagliaio
Il bagagliaio di un'autovettura è lo scomparto della carrozzeria che serve per trasportare un carico all'interno del veicolo.

## Caratteristiche

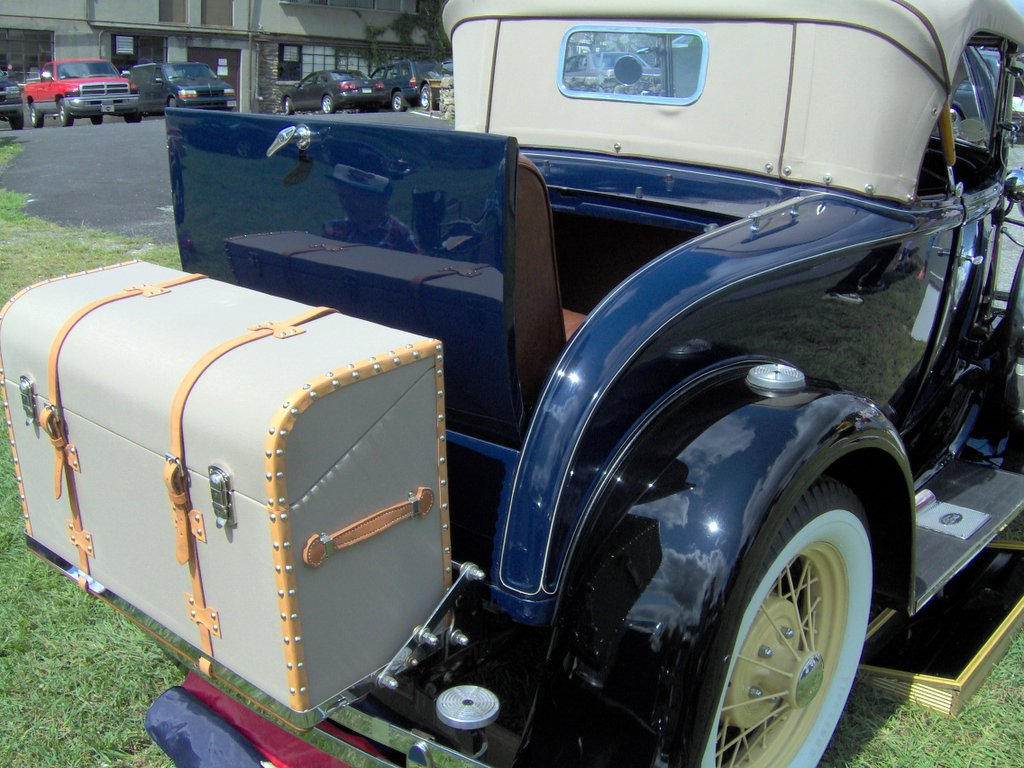
Ford Model A Roadster del 1931, tipico esempio di una delle prime auto che, in aggiunta al posto della suocera, possedevano un bagagliaio esterno

Solitamente è posizionato nella parte posteriore della vettura. Alcuni modelli invece hanno il bagagliaio posizionato nella parte anteriore della carrozzeria. Le autovetture che hanno il bagagliaio anteriore solitamente sono i modelli sportivi, dato che possiedono il motore installato centralmente e posteriormente; in alcune auto elettriche, però, può essere presente, oltre al bagagliaio posteriore, un altro vano anteriore chiamato "frunk", solitamente molto piccolo ma capace di poter contenere, per esempio, i cavi di ricarica della vettura. La capacità del bagagliaio è solitamente espressa in litri, mentre le misure sono espresse in millimetri. In una vettura di medie dimensioni, solitamente lunga tra i 4 metri e i 4 metri e mezzo, il bagagliaio ha in genere una capacità di 250-500 litri. 

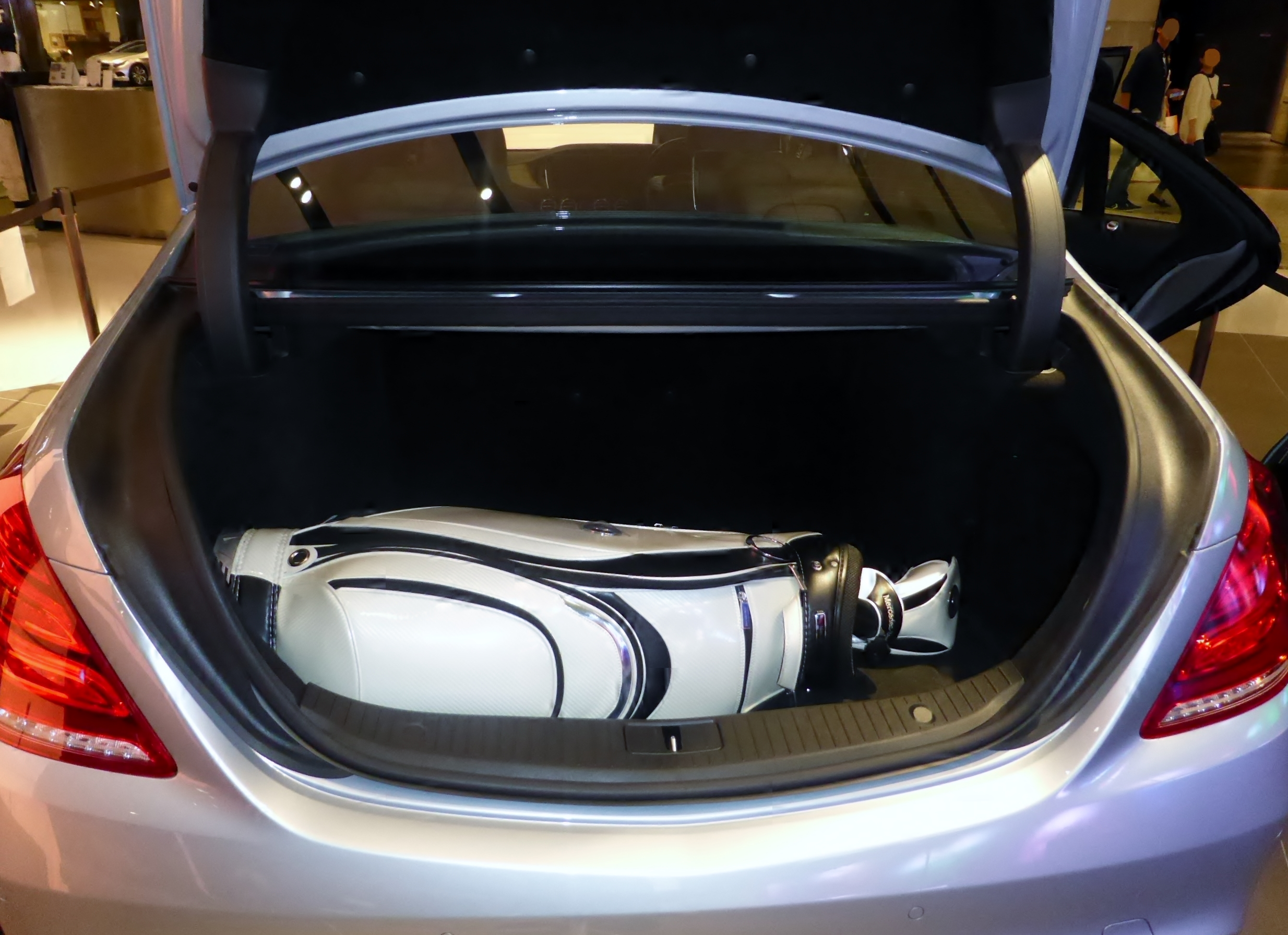
Il bagagliaio di una Mercedes-Benz Classe S W222 del 2013

A volte il bagagliaio è accessibile, oltre che da un portellone, anche dall'abitacolo grazie all'abbattimento dei sedili posteriori. In molti veicoli la capacità del bagagliaio può essere aumentata utilizzando lo spazio creatosi dall'abbattimento dei sedili. La capacità del bagagliaio può essere ulteriormente incrementata facendo sporgere posteriormente il carico a portellone aperto fino ad un massimo corrispondente ai 3/10 della lunghezza della vettura, a patto che l'ingombro totale resti compreso nei limiti stabiliti dal codice della strada. Questo carico sporgente deve essere opportunamente segnalato.
Il bagagliaio, oltre che per trasportare un carico, può ospitare la ruota di scorta oppure un serbatoio ausiliario del carburante come nel caso dei veicoli GPL o metano, o inoltre in alcune vetture ibride o elettriche il pacchetto delle batterie. Il bagagliaio è solitamente rivestito dello stesso materiale di cui è ricoperto il pavimento dell'abitacolo della vettura.